# 赖希拉明
赖希拉明是奥地利上奥地利州施泰尔兰县的一个市镇。总面积102平方公里，总人口1870人，人口密度18.3人/平方公里（2005年）。